# 消防栓
消防栓，俗稱街井，香港稱爲消防龍頭，是一種消防用設施，與自來水管道或其他水源連接，為消防員在救援過程中提供滅火用水。

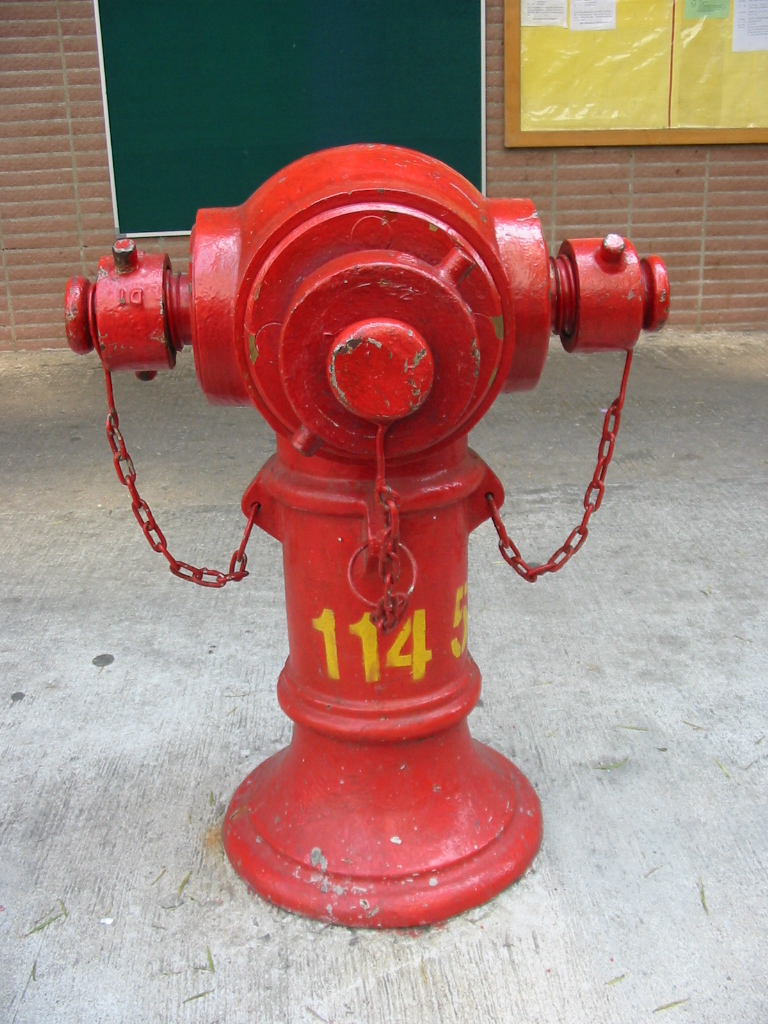
香港使用淡水的紅色消防栓（使用海水的為黃色塗裝）

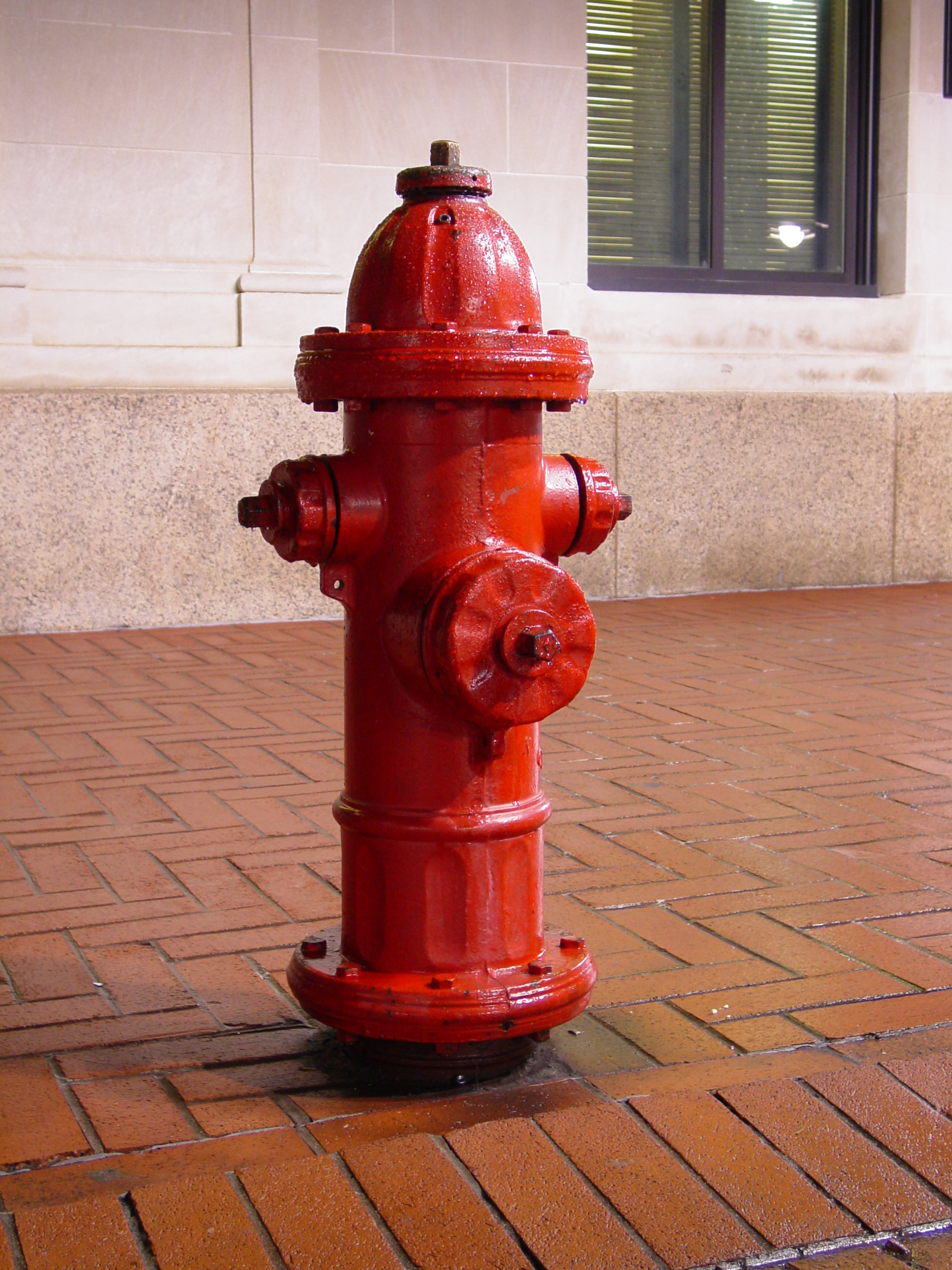
美國維吉尼亞州夏洛蒂鎮的一具消防栓

## 外觀
不同顏色的消防栓，在全球各地均代表不同的意思，但普遍都有使用红色标识，為使消防員容易找到，大多以紅色或黃色等顯眼的顏色塗裝。

### 香港
在香港，消防栓一般被稱為「街井」或「消防龍頭」。香港的消防栓由水務署建造及維修，消防處使用及檢查。香港的消防栓供水主要為淡水或海水，顏色多為紅色（淡水）及黃色（海水）。部份供應淡水的消防栓上會髹白色條紋，以示該等消防栓在限制供水（制水）期間仍可如常運作供水。另外，如果消防栓為新設置但未使用，或是消防栓因損壞而無法使用，其出水口會暫以藍色的管口蓋套上。
除紅色或黃色外，也有一些綠色或銀色的消防栓，當中綠色代表使用經處理的污水，而銀色則代表該栓未能交由消防處使用。
香港機場禁區範圍約有306個地下消防栓。每個消防栓裝有4個出水口，能在最少1.7巴（170000帕斯卡）流動壓力下每分鐘供應超過8000公升水。

### 南京
江苏南京的消防栓主要分為紅色及黃色，紅色代表該栓僅供滅火用，不得作其他用途；而黃色則代表該栓供應非消防用水，可用作道路清潔、植物灌溉等。

### 台灣

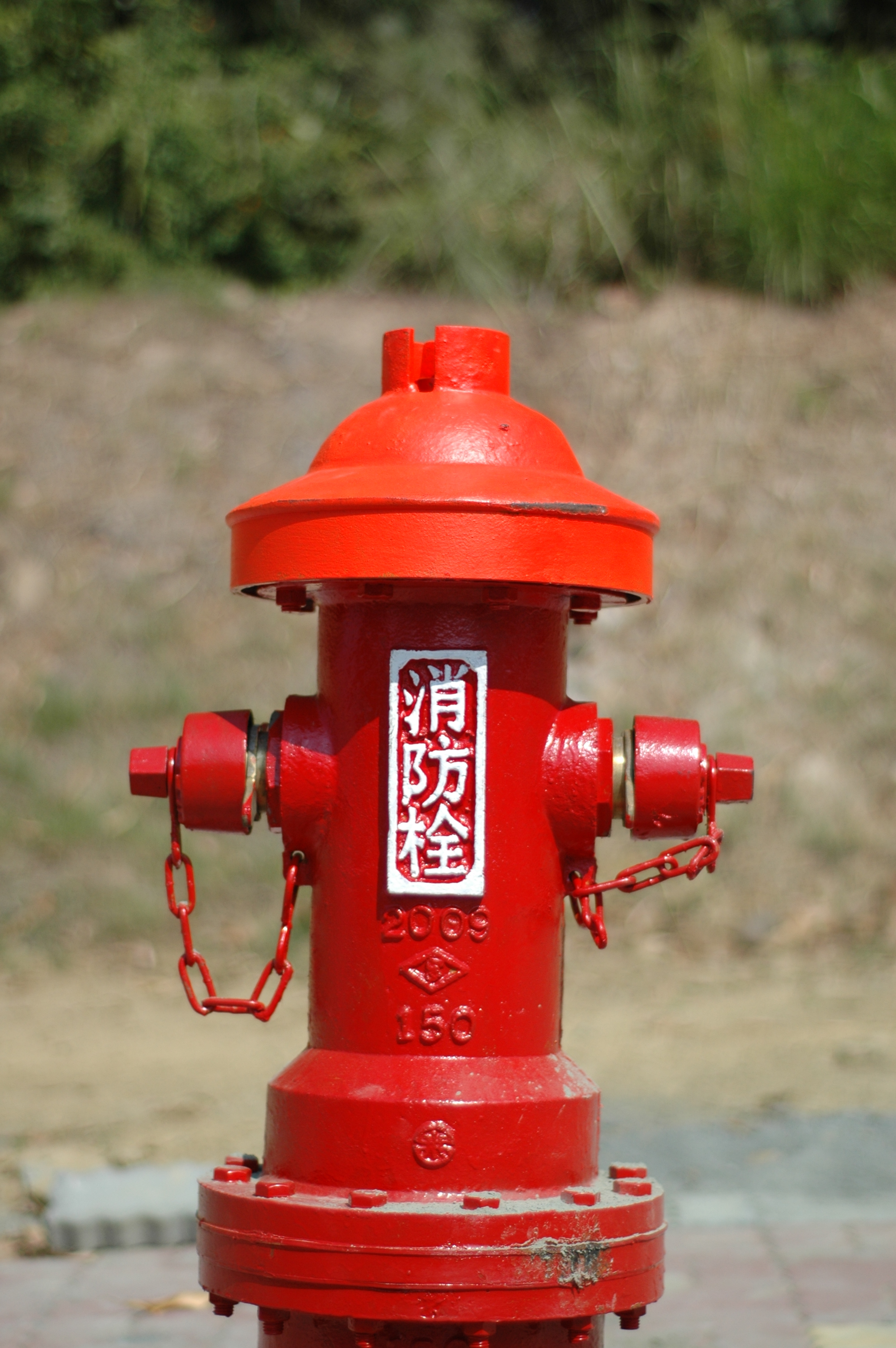
台灣的消防栓

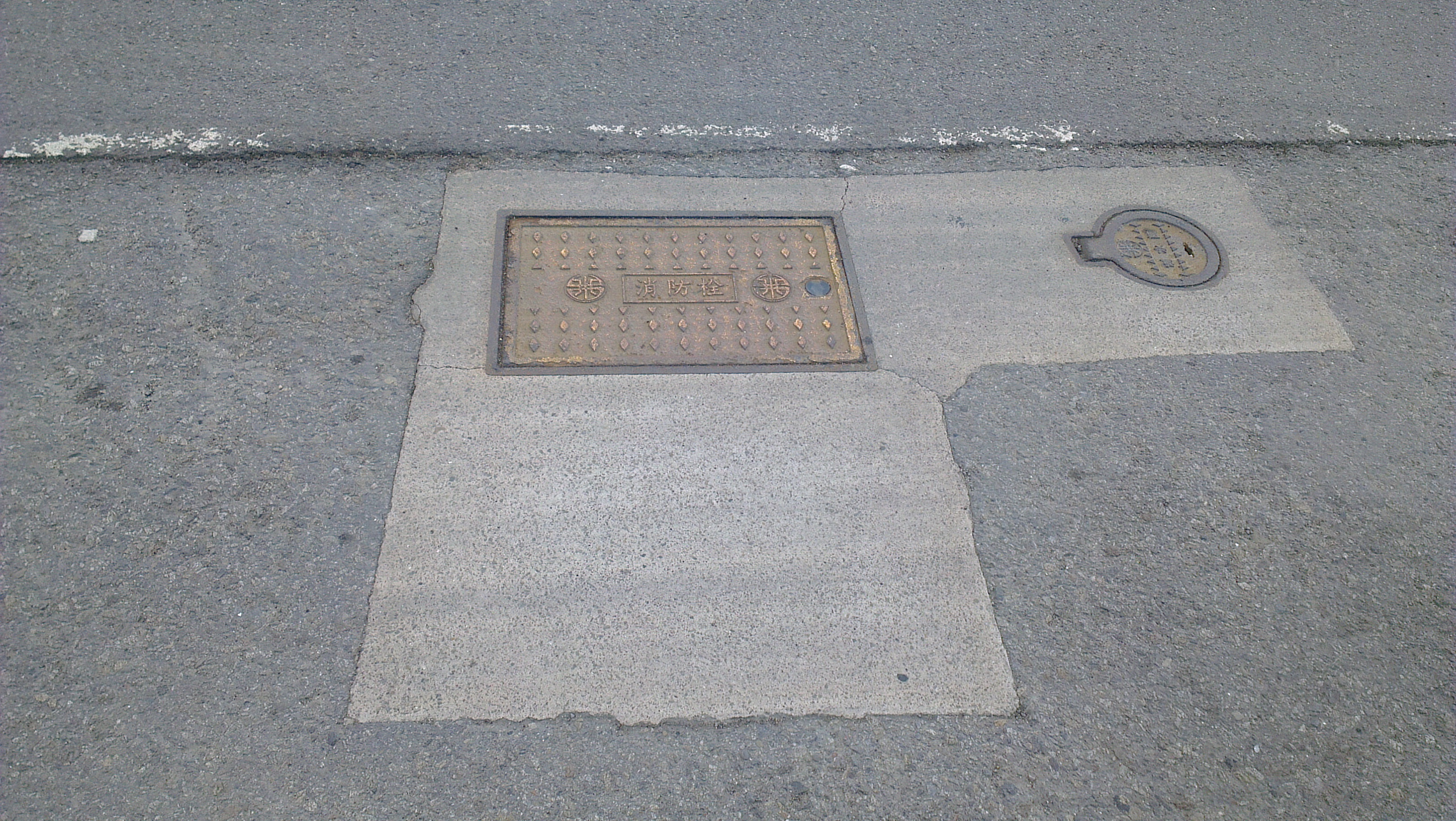
台灣的室外路面消防栓

供消防人員使用之消防栓分為公設消防栓及私有消防栓。公設消防栓為自來水事業機構負責設置、維護、保養，並負責管理權責，為公設消防栓之主管機關。消防機關僅於火警發生時使用，屬使用於單位。公設消防栓分為單口地上式、雙口地上式、單口地下式及雙口地下式消防栓，由自來水事業機構配合自來水管線於道路上設置。其設置規定係依「救火栓設置標準」設置之。
另大樓內部或工廠廠區內之室內外消防栓屬大樓或工廠依照「各類場所消防安全設備設置標準」設置，與自來水事業機構設置之消防栓不同，屬建築物內部之消防設備。其產權使私人產權，由該單位管理權人負責保管維護。其目的在於火警發生初期，提供住戶初步救火使用，必要時，消防人員可選擇使用。室內消防栓以白色或紅色箱子為主，箱外必須有明顯消防栓字樣。

## 資料來源
1. ↑  .   [2019-02-10]. （原始内容存档于2018-06-09）.